# 站出彩虹
站出彩虹是香港一個自願性非牟利機構，成立於1998年，由主席文可風和一群同性戀運動份子所發起，目的是推動同性戀運動，並支援同性戀者家人。站出彩虹的宗旨是根據國際組織PARENTS, FAMILIES AND FRIENDS OF LESBIAN AND GAY (簡稱PFLAG)的，是東南亞區內第一個這樣的組織。
站出彩虹所提供的熱線服務，幫助他們了解同性戀者，並且支持及鼓勵同性戀者與其家人互相溝通，消弭衝突。
在過去多年來，站出彩虹曾和明愛，小童群益會，家計會，麥理浩夫人家庭服務等合作過工作坊，更曾到訪兩間中學面對共千名中學生談及同性戀。譬如，1998年，曾舉辦「當社工遇上同志的時候」座談會，《爸爸媽媽，我是同志》訪問更曾載於蘋果日報。1999年， 曾接受有線電視『人間有情』的訪問；同年，在循道衛理中心舉辦「當家人遇上同志」工作坊；2000年至2001年，則主要與香港明愛合作；2003年、2005年則與香港家庭計劃指導會合作舉辦活動，例如「決戰性地II：中學生性教育辯論比賽」，主席還擔任評判。後來更協助香港家庭計劃指導會的性教育網頁撰稿。2007年，更積極參與《國際不再恐同日香港區遊行》。